# Spoorlijn Lucca - Aulla
De spoorlijn Lucca - Aulla is een secundaire spoorlijn in het noordwesten van Toscane, Italië. De lijn loopt door de Garfagnana van de stad Lucca naar Aulla.
De Garfagnana was tot ver in de twintigste eeuw een vrij geïsoleerde streek in de Apennijnen met een gebrekkige ontsluiting. De Garfagnana is gescheiden van de kust, de Versilia, door de Apuaanse Alpen, het bergmassief dat bekend is door de winning van marmer bij Carrara. Om de ontwikkeling van de streek te bevorderen en de grote emigratie te verminderen werd reeds in 1850 een eerste studie gedaan naar de mogelijkheid voor de aanleg van een spoorlijn vanuit Lucca, in het toenmalige Groothertogdom Toscane naar 
Reggio Emilia, in het voormalige Hertogdom Reggio. Door de aanleg van de spoorlijn Bologna - Pistoia werd afgezien van een tweede lijn (Lucca-Reggio) door de Apennijnen.
In 1879 werden de eerste stappen gezet voor de aanleg van een lokaalspoorlijn door de Garfagnana. De eerste 9 kilometer, van Lucca tot het dorp Ponte a Moriano werd geopend in 1892. Vervolgens werd de bouw van de lijn stopgezet. In 1894 werd er vanuit de Garfagnana gepleit voor de hervatting van het werk, waarop de werkzaamheden een jaar later weer werden gestart. De bouw vorderde echter langzaam en pas op 25 juli 1911 kon het traject tot aan Castelnuovo di Garfagnana, 46 kilometer van Lucca, worden geopend. De spoorlijn was nu voor de helft af, maar bereikte nu wel het dichtstbevolkte deel van de streek.
Door het uitbreken van de Eerste Wereldoorlog werd de verdere aanleg van deze spoorlijn gestaakt. Pas na de Tweede Wereldoorlog, in 1953 werd het werk hervat en op 21 mei 1959 kon het resterende traject, met twee lange tunnels, naar Aulla worden geopend. De gehele aanleg van de 89 kilometer lange spoorlijn heeft bijna 75 jaar geduurd.
De lijn dient tegenwoordig vooral voor lokaal passagiersvervoer van en naar Lucca en Pisa. In beide richtingen rijden dagelijks ongeveer 15 dieseltreinen. De lijn loopt door een streek met een afwisselend landschap en wordt ook gebruikt voor toeristische ritten per stoomtrein.

## Treinstellen die op deze lijn rijden

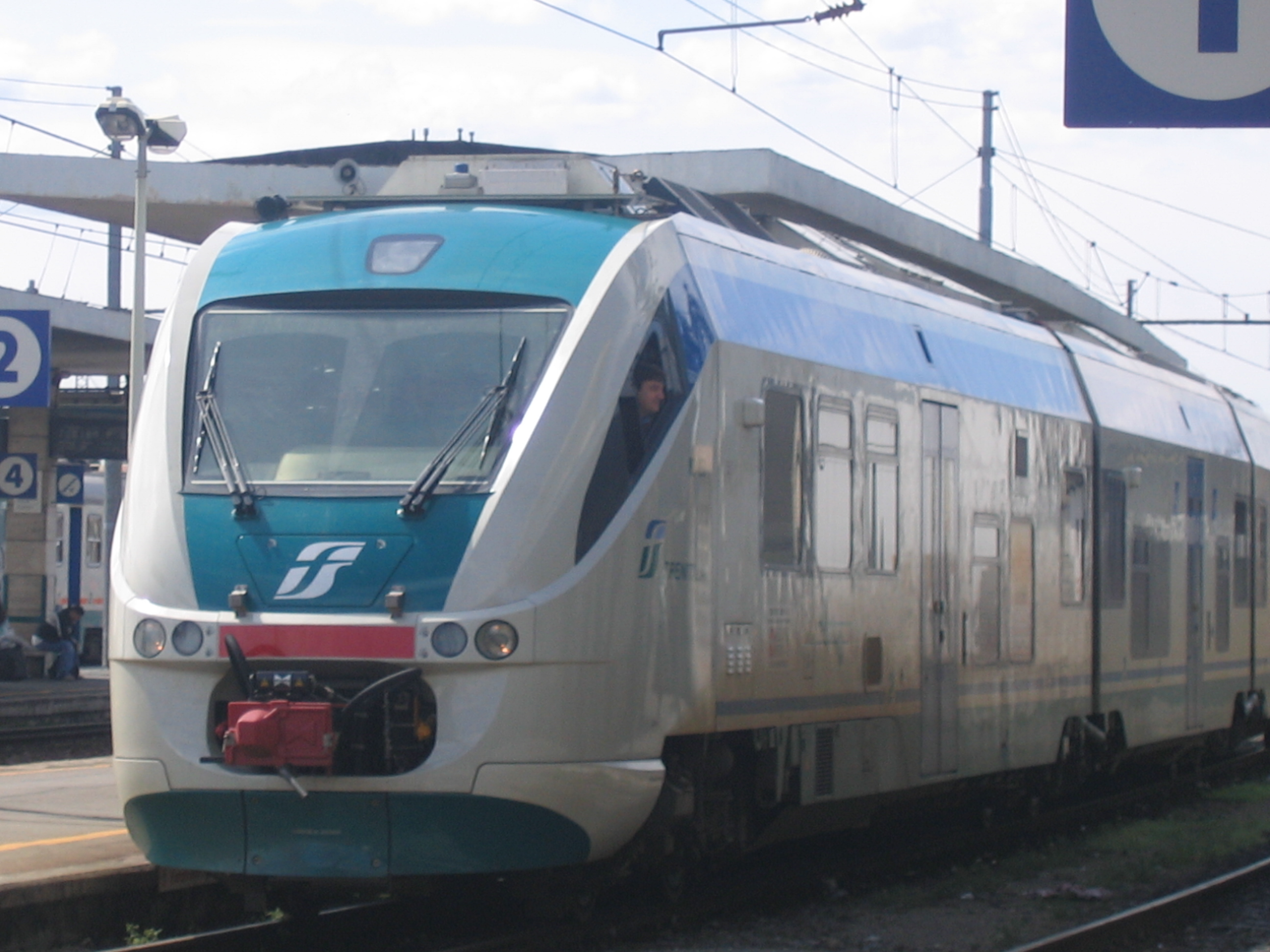
Minuetto Diesel
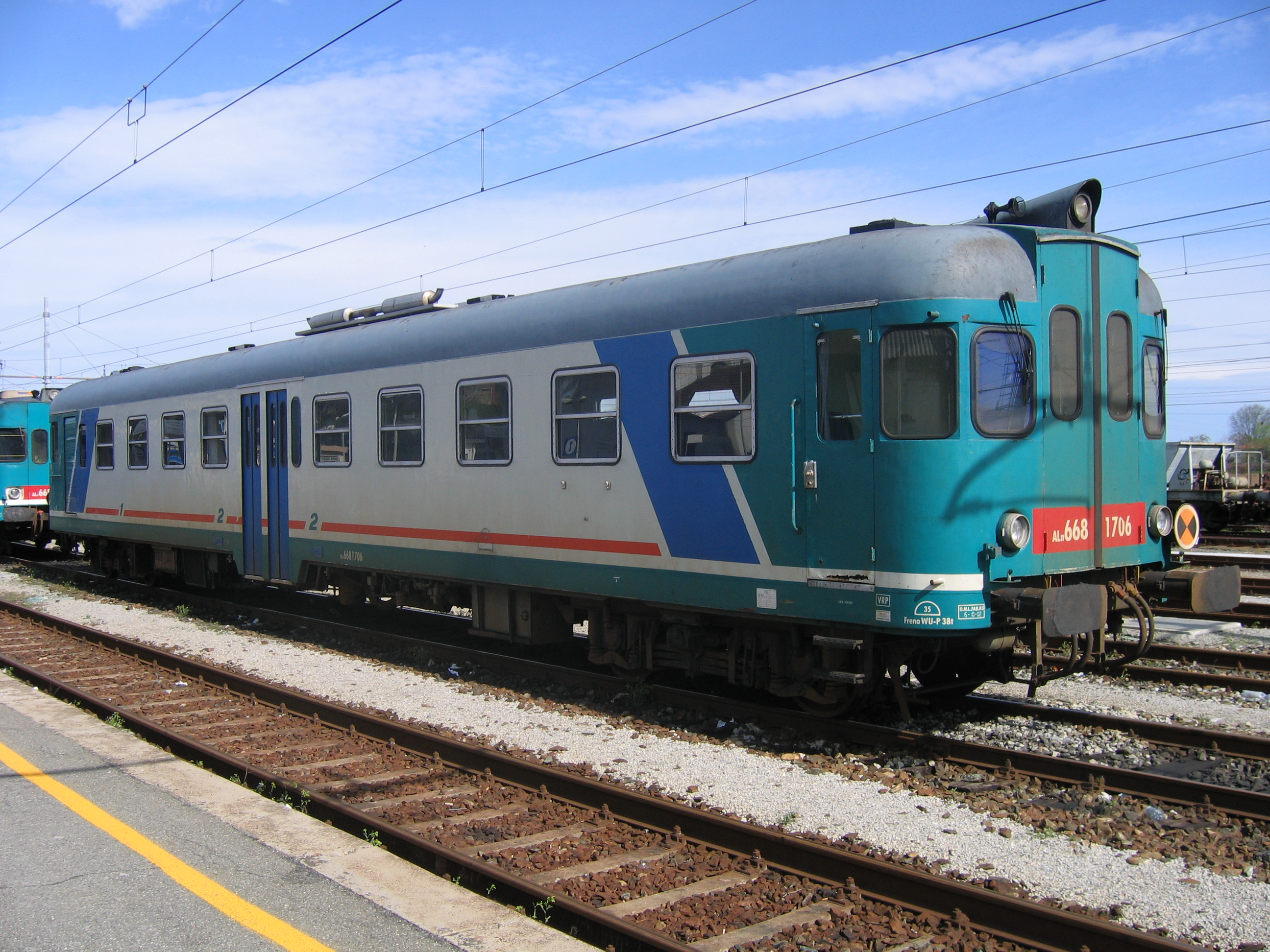
Aln 668
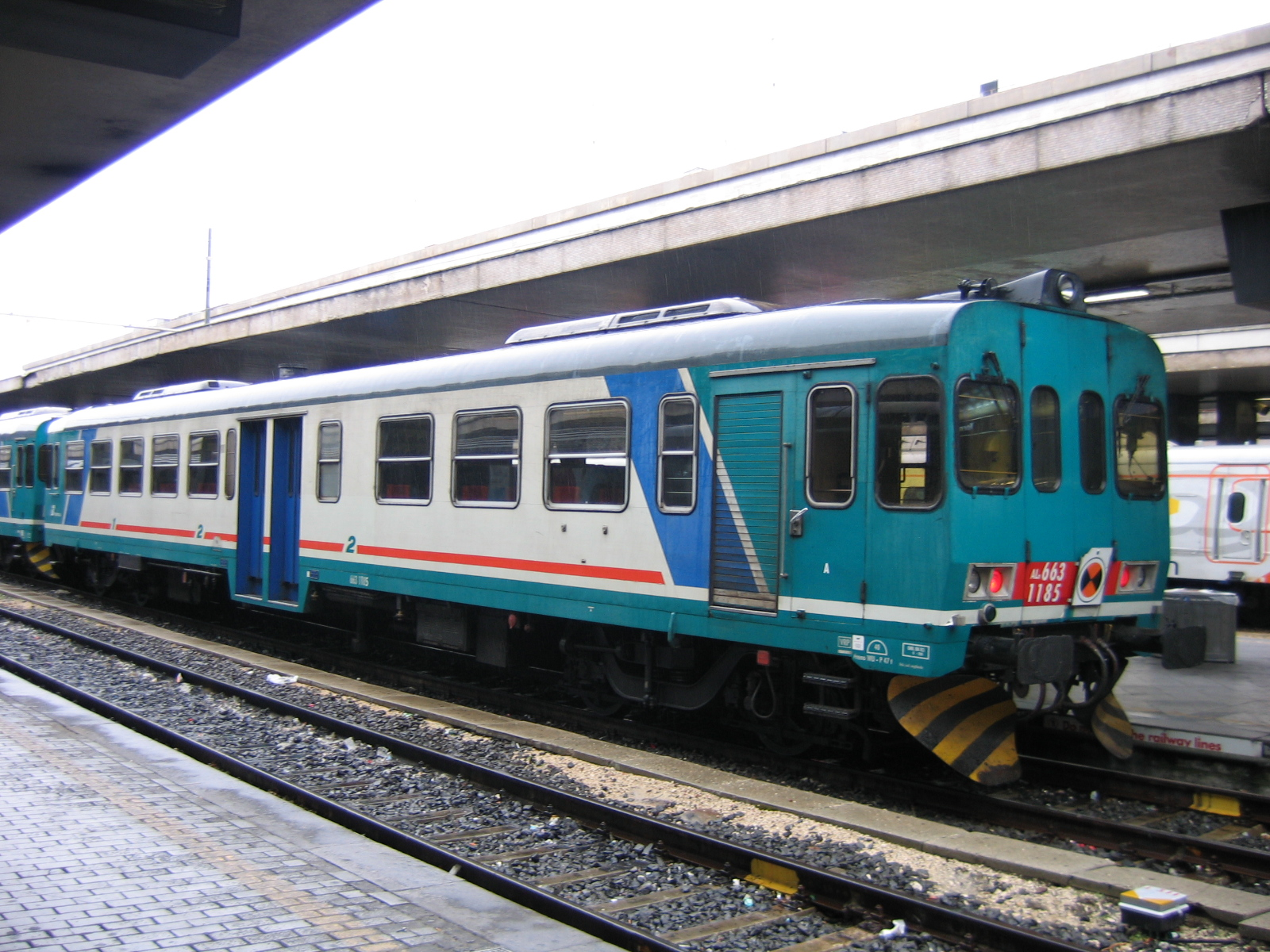
ALn 663